# Leben zu verkaufen

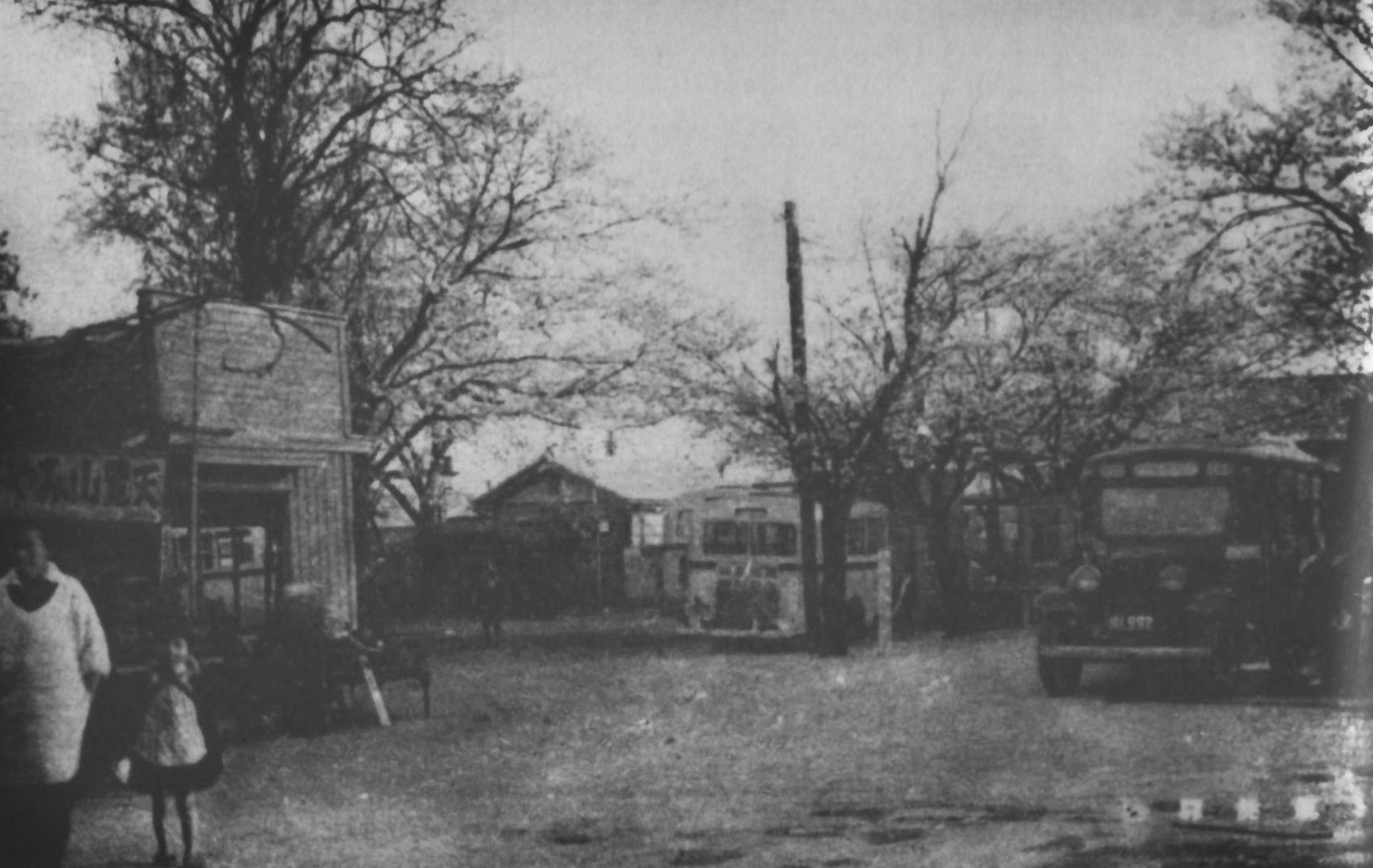
Das Finale des Romans spielt in Hannō. Eventuell auch eine Anlehnung an den Namen des Protagonisten, Hanio.

Leben zu verkaufen (japanisch 命売ります, Inochi Urimasu) ist ein am 25. Dezember 1968 veröffentlichter schwarzhumoriger Roman des japanischen Schriftstellers Mishima Yukio. Es handelt sich um Mishimas vierzehnten Roman und sein letztes großes Werk vor der Tetralogie Das Meer der Fruchtbarkeit.
Im Gegensatz zu den meisten Büchern des Autors handelt es sich bei Leben zu verkaufen um relativ leichte Kost. Dennoch werden mit der Behandlung von Selbstmord, Nihilismus und Gewalt auch ernstere Themen in Augenschein genommen, deren Ernstlichkeit durch die komödiantischen Aspekte des Romans aber gemildert wird.
Die Geschichte handelt von dem Werbetexter Hanio, der enttäuscht von seinem bedeutungslosen Leben dieses zum Verkauf anbietet. Schon bald wird er verwickelt in eine Welt voller blutrünstiger Gangster, verliebter Vampirfrauen und Geheimagenten. Während sich um ihn herum die Leichen sammeln, bleibt er wie durch ein Wunder am Leben. Er entscheidet sich deshalb mit dem angesparten Geld ein neues Leben zu beginnen und verliebt sich dort in die geisteskranke Reiko, die ebenfalls erfolglos versucht, ihn zu töten. Als eine Untergrundorganisation durch Hanios bizarres Verhalten ihn der Spitzelei verdächtigt und ihn ebenso erfolglos zu töten versucht, stellt sich dieser der Polizei, wird aber nur belächelt weggeschickt.
Leben zu verkaufen wurde kritisch und kommerziell ein großer Erfolg. Besonders die Vielfältigkeit Mishimas, der mit dem Roman seinen ersten Pulp geschaffen hat, wurde von zeitgenössischen sowie neuen Kritikern lobend erwähnt. In Folge seines Erfolges wurde das Werk mehrfach adaptiert.
Die deutsche Erstübersetzung von Nora Biericherschien 2020 bei Kein & Aber.

## Handlung

### Einleitung
Der 27-jährige Werbetexter Hanio Yamada leidet seit Jahren an starker Apathie und hinterfragt täglich den Sinn hinter seinem „bedeutungslosem Leben.“ Als sich seine Symptome verstärken und er plötzlich in jedem seiner Zeitungsdrucke große Bilder von Kakerlaken sieht, beschließt er, sich mittels einer Überdosis an Schlaftabletten das Leben zu nehmen. Am nächsten Abend wacht er mit starken Magenkrämpfen auf, der Suizidversuch ist aber gescheitert. Hanio kündigt seinen Beruf und setzt eine Jobanzeige in einer lokalen Zeitschrift auf:

„Leben zu verkaufen. Verfügen sie frei über mich. Ich bin männlich, 27 Jahre alt und kann Geheimnisse wahren.“

### Erster Kunde
Nur wenige Stunden nach Aufgabe der Anzeige tritt ein gutgekleideter 70-jähriger Mann an Hanios Tür. Er beschreibt seine 23-jährige Ehefrau Ruriko, die  ihn für einen koreanischen Mobster verlassen hat. Um nicht als Anstifter zum Mord an seiner Frau verdächtigt zu werden, soll Hanio Ruriko verführen, um dann in flagranti vom Gangster erwischt und mit ihr zusammen erschossen zu werden.
Hanio besucht Ruriko unter dem Vorwand, Lebensversicherungen für die Firma „Leben zu verkaufen“ anzubieten. Er erfährt, dass die Gangster in Wahrheit Teil einer Geheimorganisation namens „Asia Confidential Service“ sind und Ruriko glaubt, Hanio sei gesendet worden, um sie zu töten. Als die beiden anfangen, Sex zu haben, kommt der Gangster in die Wohnung rein, nimmt seinen Zeichenblock und zeichnet die Szene. Er stellt sich Hanio vor: Er sei ein Maler und es gebe keine auch kein „Asia Confidential Service“. Ruriko sei bloß süchtig nach Thriller-Mangas und erregt von der Idee, mit einem Gangster zusammen zu sein, weshalb er ihr dieses Leben vorspiele. Hanio verlässt enttäuscht die Wohnung und dreht sein Türschild von „Verkauft“ zurück zu „Leben zu verkaufen“. Ruriko wird am nächsten Tag im Sumida-Fluss tot aufgefunden.

### Zweiter Kunde
Am nächsten Tag erscheint eine unscheinbare Frau mittleren Alters bei Hanio. Sie habe ein mystisches Buch gestohlen. Darin stehe die Beschreibung einer bestimmten Gattung eines japanischen Käfers, der im pulverisierten Zustand hypnotisieren und einen Tod wie einen Suizid aussehen lassen kann. Eine Gruppe von Ausländern, die sich „Asia Confidential Service“ nennen, habe ihr das Buch abgekauft und erwarte ein Testsubjekt, um die „Wunderdroge“ auf den Prüfstand zu stellen.
Hanio fährt mit der Frau zu dem Lagerhaus in Shibaura, an dem die Gruppe wartet. Hanio schluckt das Medikament, doch es wirkt nicht wie gedacht, löst aber Halluzinationen aus, die Hanio erkennen lassen, dass die Frau ihn liebt. Auf Befehl einer unbekannten (inneren?) Stimme nimmt er sich die Pistole eines der Gruppenmitglieder und hält sie sich an die Schläfe. Die Frau rennt aber dazwischen, reißt Hanio die Pistole aus der Hand und erschießt sich selbst. Hanio verlässt enttäuscht das Lagerhaus.

### Dritter Kunde

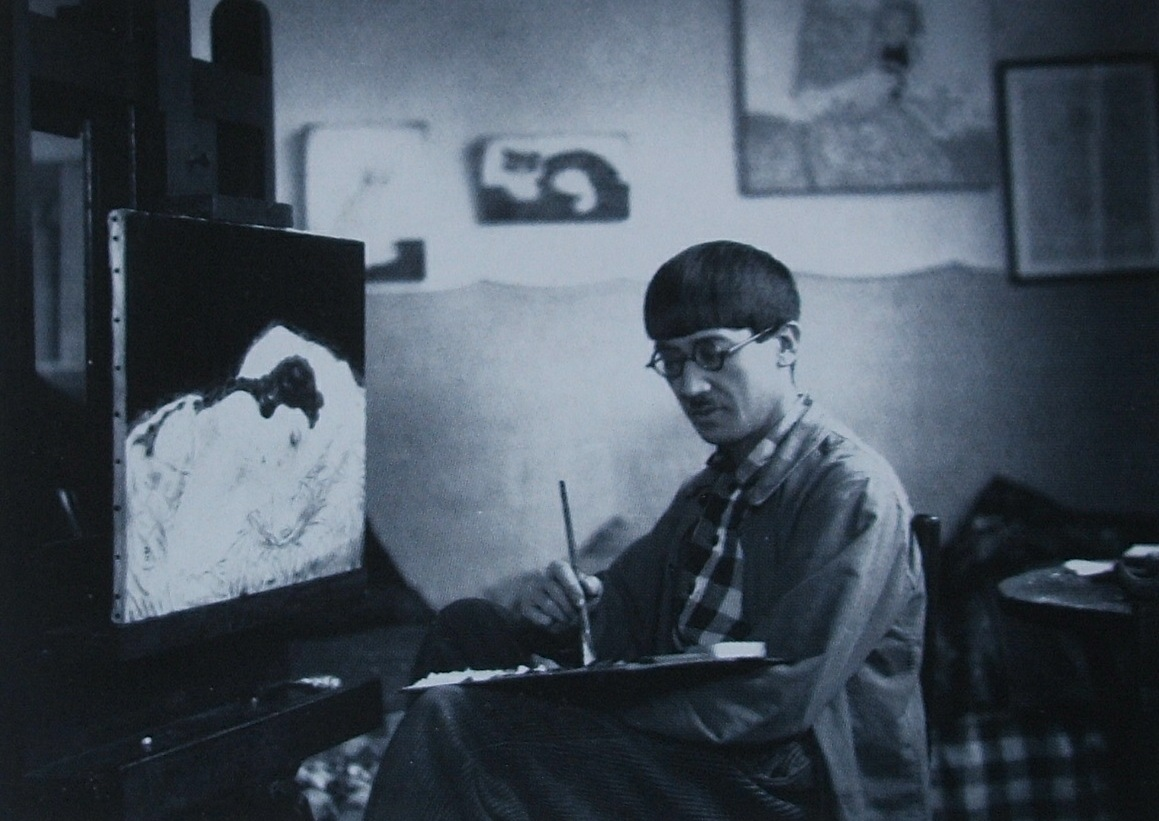
Der Junge verkaufte eine Originalskizze seines Lieblingsmalers Tsuguharu Foujita, um Hanio bezahlen zu können.

Am selben Abend meldet sich ein kleiner Junge namens Kaoru bei Hanio und bittet ihn um Hilfe. Seine Mutter sei ein Vampir und liege im Sterben, weshalb sie dringend neue Nahrung braucht. Hanio solle als Opfer dienen.
Hanio lernt die Frau, die namenlos bleibt, kennen und zieht zu ihr, um als ihre tägliche Blutkonserve zu dienen. Eines Tages kommt die Frau auf die Idee, Shinjū durch Brandstiftung zu begehen, indem sie die Petroleumöfen im Haus umstößt. Die beiden gehen auf einen letzten Spaziergang, bevor sie mit ihrem Plan fortfahren wollen. Vor einem Tabakladen bricht Hanio, bedingt durch die Blutentnahme, zusammen und wird ins Krankenhaus geliefert. Als er dort wieder zu sich kommt, erfährt er, dass die Frau sich samt dem Anwesen niederbrannte. Enttäuscht dreht er sein Schild wieder von „Verkauft“ zu „Leben zu verkaufen“.

### Vierter Kunde
Ein Botschafter des Landes „A“ meldet sich bei Hanio. Seine Frau habe eine Smaragdkette um ihren Hals getragen und in einem der Smaragde sei ein Code, um Chiffren seiner Regierung dechiffrieren zu können. Er befürchtet, dass Land „B“ die Kette gestohlen habe, denn die Kette sei ohne den entsprechenden Smaragd zurückgekommen. Land „A“ hat bereits drei professionelle Agenten in die geschickt, um seinerseits die Chiffrier-Methode des Landes „B“ zu entschlüsseln, die etwas mit dem Genuss von Karotten zu tun haben soll. Aber alle drei sind verschwunden, vermutlich vergiftet durch mit Zyankali versetzte Karotten. Da das Training neuer Agenten teuer und zeitintensiv ist, versuchen sie ihr Glück bei Hanio.
Mit Hilfe einer normalen Karotte aus dem Delikatessenladen findet Hanio den Code für die Chiffren des Landes „B“ heraus. Der Botschafter ist begeistert: solange beide Länder die Nachrichten des jeweils anderen entschlüsseln können, spielen sie mit denselben Waffen und können Verhandlungen beginnen. Er dankt Hanio, der – trotz der drei toten Agenten – immer noch auf seinen Tod wartet.

### Kennenlernen von Reiko
Obwohl Hanio keinen genauen Preis genannt hat, haben alle seine Kunden ihn reichlich für sein risikoreiches Treiben entlohnt. Er entscheidet sich deshalb, sein Schild doch erstmal wieder abzuhängen und von dem Ersparten nach Setagaya zu ziehen. Dort lernt er seine Vermieterin Reiko kennen, eine verwirrte junge Frau, die von Barbituraten und LSD abhängig ist und glaubt, von ihrem Vater mit Syphilis beerbt worden zu sein. Sie hat Hanios Anzeige in der Zeitung gelesen und wollte zusammen mit ihm „das Leben verkaufen“.
Hanio redet Reiko ein, an ihrem Leben festzuhalten und das ungleiche Paar heiratet. Als die beiden gemeinsam im Park auf einer Bank sitzen, sieht Hanio seinen ersten Kunden – den 70-jährigen Mann – wieder. Er erklärt Hanio, er werde beobachtet, „man“ habe es auf ihn abgesehen und werde ihn „auslöschen, wenn die Zeit gekommen ist.“
Zuhause angekommen beichtet Reiko, ihr größter Wunsch sei es immer gewesen, eine Witwe zu werden. Sie habe Hanio in der Hoffnung ausgesucht, er würde sein Leben weiter verkaufen, dabei sterben und sie verwitwet zurücklassen. Da er sein Geschäft aber an den Nagel gehängt hat, versucht sie eines Tages, ihn mit einem Drink zu vergiften, aber ohne Erfolg. Danach gestaltet sich die Beziehung immer mühsamer, aber Reiko lässt Hanio nicht aus den Augen. Schließlich gelingt es ihm, während eines Barbesuchs zu fliehen.

### Verfolgung und Ende

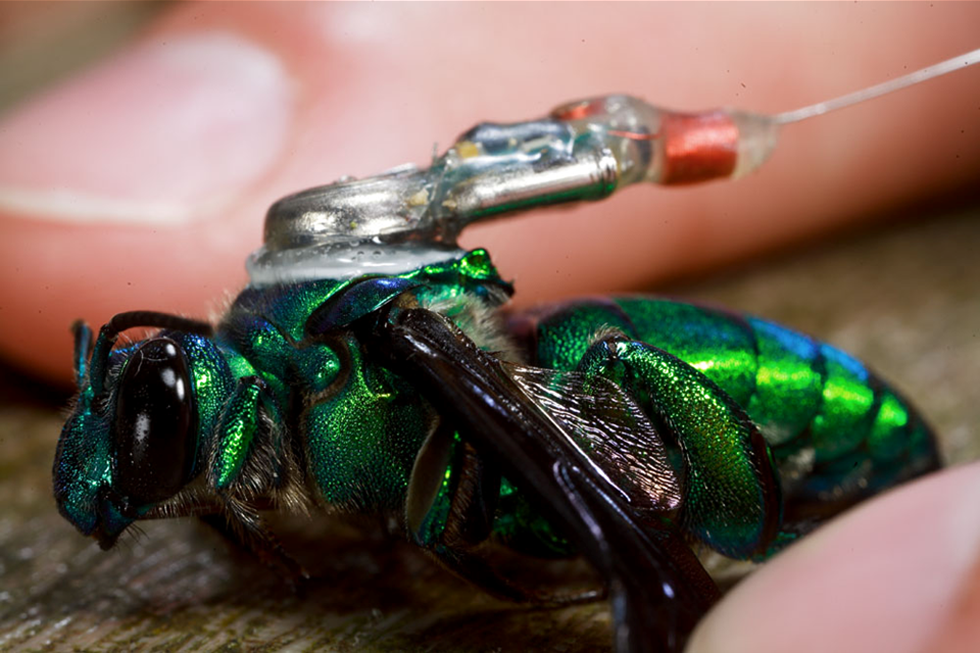
Während er seine Wunden verarztet, bemerkt Hanio den Transceiver in seinem Bein.

Während der Flucht zu Fuß in ein weitgelegenes Hotel verspürt Hanio einen Stich im Oberschenkel. Hanio behandelt später seine Wunde und bemerkt dabei einen Transceiver, der offenbar in sein Bein geschossen wurde. Er schneidet sich den Receiver mit einem Messer heraus und flüchtet nach Hannō, wo er beinahe von einem Lastwagen überfahren wird. In einem Einkaufsviertel kauft er eine Stoppuhr, lässt sich in einer Holzwerkstatt eine Holzkiste bauen und bastelt etwas, das wie eine kleine Bombe aussieht.
Einige Zeit später bittet Hanio ein gepflegter, älterer Ausländer, ihm vom Bahnhof Hannō zum Tenranzan-Berg zu führen. Bei der Hälfte der Strecke wird Hanio von einer Gruppe maskierter Männer überrumpelt, die ihm die Augen zubinden und in eine abgelegene Fabrikhalle transportieren. Die Gruppe hält Hanio für einen Agent Provocateur der japanischen Polizei, der die Geheimnisse des ACS aufdecken soll, und kündigt an, ihn zu foltern, wenn er nicht gesteht, und ihn zu töten. Inzwischen will aber Hanio nicht mehr sterben und hat sogar Angst vor dem Tod. Er zieht deshalb die falsche Bombe aus seiner Tasche und droht mit Detonation, worauf die Gruppe flüchtet und ihn gehen lässt.
Wieder draußen erkennt Hanio, dass er sich in Ōme befindet. Er sucht die nächste Polizeistation auf und erzählt ihr über die geheime Mordorganisation „Asia Confidential Service“. Die Beamten glauben ihm nicht, auch weil er keine Adresse besitzt und kein „Normalbürger“ ist. In seiner Verzweiflung bittet er die Polizisten, ihn dafür zu verhaften, sein Leben verkauft zu haben, und ihn vor dem ACS zu schützen. Diese aber sind nur verärgert und schicken ihn aus der Station.

## Hintergrund

### Schreibprozess
Mishima schrieb Leben zu verkaufen in fünf Monaten parallel zu der Veröffentlichung im Playboy. Ursprünglich hatte er nur die Hälfte der Zeit angedacht und wollte pro Ausgabe zwei Kapitel einreichen. Diese Ambition konnte er aber nur für die erste Ausgabe (vom 21. Mai) einhalten, da er mit dem Studenten Hiroshi Mochimaru an den Anfangsplanungen seiner Privatmiliz – der späteren Tatenokai – haderte. Mit den anfangs 30 angeheuerten Milizsoldaten absolvierte er ein exzessives Basistraining – bestehend aus Kraft- und Ausdauertraining, Kendō und Langstreckenlauf – und war dementsprechend zeitlich eingespannt. Gleichzeitig schrieb Mishima bereits an Schnee im Frühling, dem ersten Teil seines Opus magnum Das Meer der Fruchtbarkeit.

### Chronologie der Veröffentlichung
Leben zu verkaufen wurde in 21 Kapiteln zwischen dem 21. Mai und 8. Oktober 1968 beim Männermagazin Playboy publiziert. Die Hardcover-Vollbuchveröffentlichung erfolgte am 25. Dezember 1968 bei Shūeisha, eine Taschenbuch-Edition bei Chikuma Shobō.

## Rezeption

### Kontemporäre Kritik
Wenngleich der Roman im Vergleich zu Mishimas meist tief-existenzialistischen Werken als relativ seichte Kost verstanden wurde, waren die Kritiken zeitgenössischer Literaten sehr positiv.
Der Autor und gelegentliche Rezensent Ishikawa Jun lobte den „frischen neuen Wind“ des Autors und nannte Leben zu verkaufen „eine große Freude.“
Akira Matsuo bemerkte, dass der Roman, obwohl er so anders als andere Werke Mishimas, so „wirkt, als ob er ihn einfach hätte runterschreiben können.“
Masahiko Shimada lobte Leben zu verkaufen als „Zeichen der Vielfältigkeit Mishimas“, welcher „exzellente Kunst“ sowohl in „reiner als auch populärer Literatur“ vollbringe. Sein eigener 1999 veröffentlichter Roman Tod nach Wahl ist eine Hommage an Leben zu verkaufen.

### Neue Kritik
Auch in jüngeren Rezensionen ist Leben zu verkaufen ein kritischer Erfolg.
Publishers Weekly lobte den Roman mit den Worten: „Mishima bissige Einblicke in die Herausforderungen eines japanischen Nachkriegsliteraten sind durchgängig brillant durchgefädelt.“
David Barnett, Autor von The Independent, nannte das Buch „lustig, schauerlich, merkwürdig und durch und durch unterhaltsam“. Er prognostizierte, der Roman würde Mishima „eine neue Generation an Fans“ bescheren.
James Smart von The Guardian bemerkte: „Es mag zwar nur eine kleine Fußnote in seinem riesigen Repertoire gewesen sein, aber diese surreale Geschichte bietet eine bissige Kritik der Stadt, die seine Seele korrumpiert hat.“
Ian Thomson von Evening Standard nannte das Buch ein „ansehnliches Fest“, bemerkte aber auch, dass sich hinter den „harten Dialogen“ eine „altbekannte Ablehnung vom konsumgesteuerten Japan und ein nostalgisches Schwelgen nach der traditionellen Vergangenheit“ verstecke.
Andrew Taylor lobte den Roman für The Spectator: „Die existenzialistische Krimigeschichte hat eine fesselnde Prämisse und Mishima reizt alles aus ihr aus.“

## Adaptionen

### Hörspiel
Leben zu verkaufen wurde 2016 vom NHK-FM Broadcast Tokio als Hörspiel umgesetzt. Die Erstübertragung erfolgte Samstags, den 11. Juni 2016 von 22:00–22:50. Aufgrund der hohen Einschaltquoten erfolgte eine Woche später, am Samstag, den 18. Juni, eine Wiederholung.
Für das Drehbuch war Takashi Ujita verantwortlich. Die musikalische Untermalung erfolgte durch Hironori Doi. Hauptdarsteller waren Ayumi Nakajima, Yamada Muff und Akazawa Mook.

### Miniserie
Yukio Mishima: Leben zu verkaufen ist eine wöchentlich gesendete Miniserie, basierend auf dem Roman Leben zu verkaufen. Die Erstausstrahlung erfolgte am 13. Juni 2018, die letzte Folge wurde am 24. März 2018 gesendet. Verantwortliche Produktionsfirma war BS TV Tokio.
Die Serie hält sich in den wesentlichen Punkten an die Originalvorlage, erlaubt sich aber künstlerische Freiheit bei einigen seiner Charaktere.

### Theater
Vom 24. November bis zum 9. Dezember 2018 veranstaltete die Firma PARCO unter dem Titel Mishima x Mishima: Leben zu verkaufen eine musikalische Aufführung des Romans im Tokio Sunshine Theater.
Für Regie und Drehbuch zeigte sich Seiji Nozoe verantwortlich. Darsteller waren unter anderem Keisuke Higashi, Kaisei Kamimura, Erika Mabuchi und Shinpei Ichikawa.